# 虞啸父
虞啸父（？—？），会稽余姚（今宁波余姚）人，东晋大臣。是虞潭的孙子，虞仡之子。

## 生平
虞嘯父出身江南士族會稽餘姚虞氏，年輕起就擔任顯要官位，並承襲自祖父傳起的爵位武昌縣侯。晋孝武帝在位期間虞嘯父出任侍中，並得到皇帝親近喜愛。一次和孝武帝饮宴間，帝从容地问他：“卿在门下，初不闻有所献替邪？”虞啸父想到自己家就在海边，以为孝武帝想要進貢土產，便回答说：“天时尚温，鯯鱼虾鲊䱹未可致，寻当有所上献”。孝武帝听后大笑。结果虞啸父先醉，拜辭後站不起來，孝武帝让侍卫搀扶，虞啸父就推辭说：“臣位未及扶，醉不及乱，非分之赐，所不敢当。”孝武帝聽後十分高興
隆安元年（398年），虞啸父外任吴国内史。同年獲徵還任尚书，但未出發就遇上青兗二州刺史王恭以誅殺尚書左僕射王國寶為名起兵，時因母喪在吳的前司徒左長史王廞響應了王恭，更版命虞嘯父出任吳興太守，讓他到吳興及義興兩郡招兵。不久，執政的會稽王司馬道子殺掉王國寶及王緒回應王恭，王恭亦滿意罷兵。但王廞響應之際就藉機誅殺異己，故不肯就此罷兵，乾脆叛亂，但旋即遭王恭麾下的劉牢之擊敗，從此失蹤。時有關部門表奏虞嘯父和王廞是同謀，應當處斬，然而朝廷以虞潭的功勳而赦免了嘯父，讓他以患病為由貶為庶人。
隆安四年（402年），朝廷重新起用嘯父為尚书。桓玄擊敗司馬道子、司馬元顯父子掌政後，以虞啸父為自己的太尉左司马，後轉为护军将军。桓玄篡晉登帝位後，以虞嘯父為征東將軍、會稽內史。不久的元興三年（404年），劉裕起兵擊敗桓玄，恢復東晉政權，孔靖獲任命為新任會稽內史。早前孔靖曾向虞嘯父求任征東府司馬，為嘯父所拒絕，此時嘯父恐懼而向已入郡的孔靖請罪，反為孔靖安撫，並讓嘯父仍留府中度宿，至明早才走，會稽亦和平交接。
义熙元年（405年），失守江陵予桓振的司馬休之徵還建康後轉任後將軍、會稽內史，但不久御史中丞阮歆之就上奏稱虞嘯父與司馬休之犯禁嬉戲，虞啸父去職，後在家中逝世。